# Ử
Ử (minuscule : ử), appelé U cornu crochet en chef, est une lettre latine utilisée dans l’écriture du vietnamien.
Il s’agit de la lettre U diacritée d’une corne et d’un crochet en chef.

## Représentations informatiques
Le U cornu crochet en chef peut être représenté avec les caractères Unicode suivants : 
- précomposé (latin étendu additionnel)[1] :

| formes    | représentations | chaînes de caractères | points de code | descriptions                                    |
| --------- | --------------- | --------------------- | -------------- | ----------------------------------------------- |
| capitale  | Ử               | Ử                     | U+1EEC         | lettre majuscule latine u cornu crochet en chef |
| minuscule | ử               | ử                     | U+1EED         | lettre minuscule latine u cornu crochet en chef |

- décomposé et normalisé NFD (latin de base, diacritiques) :

| formes    | représentations | chaînes de caractères | points de code       | descriptions                                                            |
| --------- | --------------- | --------------------- | -------------------- | ----------------------------------------------------------------------- |
| capitale  | Ử               | U◌̛◌̉                   | U+0055 U+031B U+0309 | lettre majuscule latine u diacritique cornu diacritique crochet en chef |
| minuscule | ử               | u◌̛◌̉                   | U+0075 U+031B U+0309 | lettre minuscule latine u diacritique cornu diacritique crochet en chef |